# Пиеро Содерини
Пиеро Содерини (на италиански: Piero di Tommaso Soderini, * май 1452 във Флоренция; † 13 юни 1522 в Рим) е държавник на Флорентинската република. От 1502 до 1512 г. той е начело на управлението на града.
Пиеро Содерини е син на Мазо Содерини, който до смъртта си 1485 г. е водещ в управлението на Флоренция от Медичите. Майка му е сестра на Лукреция Торнабуони, която е омъжена с Пиеро ди Козимо де Медичи. Пиеро Содерини е до 1494 г. човек на Медичите, а брат му Паолантонио е в опозицията.